# Cobb County
Cobb County is een county in de Amerikaanse staat Georgia.
De county heeft een landoppervlakte van 881 km² en telt 607.751 inwoners (volkstelling 2000). De hoofdplaats is Marietta.